# Campephilus principalis
Il picchio dal becco avorio (Campephilus principalis) è un uccello della famiglia Picidi. Tra le specie più appariscenti degli Stati Uniti, è anche uno delle più rare e si teme si sia già estinto. Gli indiani usavano il suo becco e le sue piume per decorare i loro costumi da cerimonia.

## Descrizione
È uno dei più grossi componenti della famiglia Picidi dell'ordine Piciformi: misura 50 cm di lunghezza, ed è superato solo dall'affine picchio imperiale del Messico (Campephilus imperialis), che raggiunge i 55 cm. Il piumaggio è nero lucido, con due vistose strisce bianche su collo, dorso e ali. Il becco è bianco e a forma di scalpello, le zampe sono grigie. L'alta cresta sagittale è rossa e appuntita nel maschio, e nera e leggermente ricurva nella femmina

## Biologia
La femmina depone da 1 a 4 uova (normalmente 2-3) in una cavità scavata nel tronco di un albero.
Il picchio dal becco avorio si nutre di insetti e larve che estrae con il lungo becco dalla corteccia e dal legno degli alberi.

## Distribuzione e habitat
Il picchio dal becco avorio viveva originariamente nelle foreste e zone acquitrinose di tutti gli Stati Uniti sud-orientali, da Carolina del Nord a Kentucky, Illinois, Missouri, Arkansas e Oklahoma fino al golfo del Messico e alla Florida, dove se ne trovava il maggior numero. Sempre considerato raro, il picchio dal becco avorio ha subito il massimo declino dalla fine del 1800 al 1915. Nel 1941 si stimava che ne sopravvivessero solo 24 in cinque località sparse e isolate, e nel 1948 scomparve l'ultima popolazione conosciuta, in una zona di 300 km² in Louisiana, a seguito del taglio della foresta per far posto alle coltivazioni di soia. L'ultimo avvistamento provato con fotografie, in Louisiana, risale al 1972. Quelli successivi non sono confermati, anche se talvolta si è registrato su nastro il caratteristico richiamo del picchio, e le località non sono note (o vengono tenute segrete per non richiamare curiosi e collezionisti). Questi ultimi hanno avuto la loro parte nella eliminazione della specie da molte località negli ultimi anni del XIX secolo. Il picchio dal becco avorio è protetto dalla legge federale e dalle leggi degli stati in cui vive (o viveva).
Il picchio dal becco avorio di Cuba (Campephilus principalis bairdii) è una sottospecie del picchio nordamericano. Abitava originariamente le foreste di pini e altre essenze su gran parte di Cuba, ma, scacciato da queste a seguito del taglio degli alberi per far posto alle coltivazioni di canna da zucchero, dal 1900 esiste solo nella provincia d'Oriente dell'isola. Per quanto si sa, oggi sopravvive ancora solo nella riserva Cupeyal. Sembra che non ve ne siano più di 8 coppie, forse solo 6. Il taglio degli alberi non è più permesso nelle riserve di Cupeyal e Jaguani, istituite dal 1963. Ambedue le sottospecie di picchio dal becco avorio sono classificate «in pericolo di estinzione» nel Red Data Book dell'IUCN. Non sono protette dalla CITES in quanto la loro sopravvivenza è incerta e il commercio inesistente.
Specie affine è il picchio imperiale che viveva nelle foreste di conifere e querce della Sierra Madre Occidentale negli stati messicani di Sonora, Chihuahua, Durango, Zacatecas, Jalisco e Michoacán, a oltre 2000 metri di quota nella parte nord e a oltre 2500 nella parte sud. Mai abbondante in alcuna località, scacciato dal taglio delle foreste e sterminato dalla caccia, non si sa se esiste ancora in qualche parte del suo areale originario. Si ritiene che sopravviva in zone remote di Zacatecas e Durango, e forse Chihuahua. L'ultimo avvistamento comprovato risale al 1958, e gli altri avvistamenti (1977) mancano di prove concrete. Se c'è una popolazione, certamente è piccolissima. Un'apposita spedizione organizzata dalla National Audubon Society e composta da G. Plimpton, V. Emanuel e J. Rowlett, nel 1975-76 ha inutilmente cercato di rintracciare questa specie nel suo areale. La specie è protetta dalla legge messicana (difficile da far rispettare), ed è classificata «in pericolo» nel Red Data Book dell'IUCN.

## Stato di conservazione
Ha fatto la sua ricomparsa dopo essere stato dato "per estinto" dagli esperti che per sessant'anni non l'avevano avvistato. Grazie a un video che ne testimonia la presenza nel National Wildlife Refuge, oasi dell'Arkansas (Stati Uniti), si è potuto verificare che questo picchio, uno dei più grandi al mondo, potrebbe essere ancora presente con una popolazione vitale. Il filmato risale all'11 febbraio 2004: tra i rami, sotto gli occhi increduli di un birdwatcher, compare il grosso uccello con la tipica cresta rossa. L'avevano già soprannominato Sacro Graal per le difficoltà a rintracciarlo. Il governo ha stanziato 20 milioni di dollari per la sua tutela.
Secondo il sito http://www.haisentito.it/articolo/gli-animali-estinti-che-non-vedremo-piu-foto/51819/ Archiviato il 2 febbraio 2014 in Internet Archive. il picchio becco d'avorio era stato dato per estinto non essendovi stati nuovi avvistamenti o prove che ne certificassero l'esistenza.
Nel settembre del 2021 l'agenzia governativa degli Stati Uniti  U.S. Fish and Wildlife Service ha dichiarato questa specie estinta.  L'IUCN non ha modificato la sua valutazione della specie.